# مار جرجس (منطقة)
مار جرجس هي منطقة أثرية في القاهرة بها مجموعة من الكنائس العريقة والمقدسة مثل كنيسة مار جرجس للراهبات الأرثوذكس وكنيسة مارجرجس للروم الأرثوذكس والمتحف القبطي وكنيسة القديسة دميانة والقديسة بربارة والمعبد اليهودي وغيرها.